# Paul Boberg
Johan Paul Boberg (født 14. august 1884 i Brunskogs församling, Värmlands län, død 20. februar 1947 i Växjö församling, Kronobergs län) var en svensk arkitekt og museumsleder.
Han blev uddannet ved "Tekniska skolan" og "Högre Konstindustriella skolan" (nu Konstfack) i Stockholm 1905–1908. 1909 flyttede han til Växjö og tiltrådte en stilling som tegnelærer ved "Växjö högre allmänna läroverk", samtidigt drev han et arkitektfirma. Han tegnede mellem 120 og 150 bygninger, hvoraf halvdelen var villaer på Söder og Väster Växjö.
Boberg var blandt andet direktør og bestyrelsesmedlem i Växjö teater samt kommunalbestyrelsesmedlem. Fra 1925 til 1940 var Boberg chef for Smålands museum – Sveriges glasmuseum, hvor hans omfattende arkiv findes.

## Værker i udvalg
- Kronobergs läns sparbank, Växjö (1925)
- Västra Torsås kapel, Lönashult, Kronobergs län (1929)
- Åseda rådhus, Kronobergs län (1928)
- Sognegården i Vetlanda, Jönköpings län (1935)
- Viserums sparbank, Kalmar län (1937)
- Fröseke kapel, Kronobergs län (1939)
- Emmaboda kirke, Kalmar län, ombygning (1941)
- Skillingaryds kirke, Jönköpings län (1941)

## Bygningsværker
- Brønden i Evedal ved Helgasjön i Kronobergs län
- Åseda rådhus i Kronobergs län
- Fröseke kapel nær Åseda
- Emmaboda kirke i Kalmar län